# Mitromorpha volva
Mitromorpha volva é uma espécie de gastrópode do gênero Mitromorpha, pertencente a família Mitromorphidae.
Sua concha é cilíndrico-bicônica, de coloração marrom-alaranjada ou branca. Foram descritos espécimes medindo de 5,3 a 6,0 centímetros, encontrados na região do Cabo Oriental.